# Крутов, Пётр Максимович
Пётр Максимович Крутов (16 октября 1923, Кизлярский район, Дагестанская АССР — 12 января 1988, Грозный) — старший лейтенант Советской Армии, участник Великой Отечественной войны, Герой Советского Союза (1943).

## Биография
Пётр Крутов родился 16 октября 1923 года в селе Новая Серебряковка (ныне — Кизлярский район Дагестана). После окончания средней школы работал счетоводом в колхозе. В октябре 1941 года Крутов был призван на службу в Рабоче-крестьянскую Красную Армию. С 1942 года — на фронтах Великой Отечественной войны. К октябрю 1943 года гвардии старший сержант Пётр Крутов командовал отделением телефонно-кабельного взвода 133-го гвардейского отдельного батальона связи 25-го гвардейского стрелкового корпуса 7-й гвардейской армии Степного фронта. Отличился во время битвы за Днепр.
В начале октября 1943 года взвод Крутова обеспечивал связью подразделения на плацдарме на западном берегу Днепра в районе села Бородаевка Верхнеднепровского района Днепропетровской области Украинской ССР, оперативно устраняя повреждения на линии. Когда немецкие войска окружили командный пункт дивизии, Крутов организовал круговую оборону, отразив все их атаки.
Указом Президиума Верховного Совета СССР от 26 октября 1943 года за «образцовое выполнение боевых заданий командования на фронте борьбы с немецкими захватчиками и проявленные при этом мужество и героизм» гвардии старший сержант Пётр Крутов был удостоен высокого звания Героя Советского Союза с вручением ордена Ленина и медали «Золотая Звезда» за номером 1353.
В 1945 году Крутов окончил курсы усовершенствования офицерского состава. В 1947 году в звании старшего лейтенанта он был уволен в запас. После окончания Красноярской совпартшколы и Высшей партийной школы при ЦК КПСС работал сначала первым секретарём одного из райкомов, затем председателем Госплана Чечено-Ингушской АССР. В 1966 году перешёл на работу директором совхоза. Проживал в Грозном. Скончался 12 января 1988 года, похоронен на Центральном кладбище Грозного. В годы чеченских войн надгробный памятник на могиле был уничтожен, на данный момент установлен новый.
Был также награждён орденами Отечественной войны 1-й и 2-й степеней, Трудового Красного Знамени, рядом медалей.
Похоронен в Грозном. Могила является памятником регионального значения. По данным от 2010 года находится в неудовлетворительном состоянии.